# Teucrium luteum
Teucrium luteum es una especie de planta herbácea de la familia Lamiaceae originaria de la región del Mediterráneo meridional donde se encuentra en matorrales y pastizales calcícolas de montaña..

## Descripción
Es una planta perenne  y ascendente o casi rastrera, verde grisácea, con hojas más o menos lineares, provistas de profundas lobulaciones en su mitad apical. Los glomérulos, que son simples y terminales, tienen en conjunto un aspecto amarillento muy característico, que contrasta con el tono grisáceo del resto de la planta y están formados por flores con corola de color amarillo cremoso y cálices cubiertos de pelos largos poco ramificados.

## Taxonomía
Teucrium luteum fue descrita por (Mill.) Degen y publicado en  Fl. Veleb. 2: 587, en el año 1937.
Etimología
Teucrium: nombre genérico que deriva del Griego τεύχριον, y luego el Latín teucri, -ae y teucrion, -ii, usado por Plinio el Viejo en Historia naturalis, 26, 35 y  24, 130, para designar el género Teucrium, pero también el Asplenium ceterach, que es un helecho (25, 45). Hay otras interpretaciones que derivan el nombre de Teucri, -ia, -ium, de los troyanos, pues Teucro era hijo del río Escamandro y la ninfa Idaia, y fue el antepasado legendario de los troyanos, por lo que estos últimos a menudo son llamados teucrios. Pero también Teucrium podría referirse a Teûkros, en latín Teucri, o sea Teucro, hijo de Telamón y Hesione y medio-hermano de Ajax, y que lucharon contra Troya durante la guerra del mismo nombre, durante la cual descubrió la planta en el mismo período en que Aquiles, según la leyenda, descubrió la Achillea.
luteum: epíteto latino que significa "de color amarillo".
Variedades aceptadas
- Teucrium luteum subsp. contortostylum (Sennen) T.Navarro & Rosua
- Teucrium luteum subsp. flavovirens (Batt.) Greuter & Burdet
- Teucrium luteum subsp. gabesianum (S.Puech) Greuter
- Teucrium luteum subsp. luteum
- Teucrium luteum subsp. mesanidum (Litard. & Maire) Greuter & Burdet
- Teucrium luteum subsp. xanthostachyum (Maire & Wilczek) Greuter & Burdet

Sinonimia
- Polium luteum Mill.[7][8]